# Allegany (ville, New York)
Ne doit pas être confondu avec Allegany (village, New York).
Pour les articles homonymes, voir Allegheny.
Allegany est une ville (town) située dans le comté de Cattaraugus, dans l' État de New York, aux États-Unis,. En 2020, elle comptait une population de 7 493 habitants, estimée au 1er juillet 2021 à 7 662 habitants. La ville est incorporée en 1831.

## Démographie
Lors du recensement de 2020, la ville comptait une population de 7 493 habitants. Elle est estimée, en 2021, à 7 662 habitants.